# Hệ thống xếp hạng cờ vua
Hệ thống xếp hạng cờ vua là một hệ thống được sử dụng trong cờ vua để ước tính sức mạnh của một người chơi, dựa trên thành tích của họ so với những người chơi khác. Chúng được sử dụng bởi các tổ chức như FIDE, Liên đoàn Cờ vua Hoa Kỳ (USCF hoặc Cờ vua Hoa Kỳ), Liên đoàn Cờ vua Thư tín Quốc tế và Liên đoàn Cờ vua Anh. Hầu hết các hệ thống được sử dụng để tính toán lại xếp hạng sau một giải đấu hoặc trận đấu nhưng một số được sử dụng để tính toán lại xếp hạng sau các trận đấu riêng lẻ. Các trang web cờ vua trực tuyến phổ biến như chess.com, Lichess và Câu lạc bộ cờ vua Internet cũng dùng hệ thống xếp hạng. Trong hầu hết tất cả các hệ thống, hệ số càng cao thì người chơi mạnh hơn. Nói chung, hệ số của người chơi tăng lên nếu họ chơi tốt hơn mong đợi và giảm nếu họ chơi kém hơn mong đợi. Mức độ thay đổi phụ thuộc và hệ số của đối thủ. Hệ thống đánh giá Elo hiện đang được sử dụng rộng rãi nhất.
Hệ thống xếp hạng hiện đại đầu tiên được Liên đoàn Cờ vua Hoa Kỳ sử dụng vào năm 1939. Kỳ thủ Liên Xô Andrey Khachaturov đã đề xuất một hệ thống tương tự vào năm 1946 (Hooper & Whyld 1992:332) Hệ thống đầu tiên có ảnh hưởng đến cờ vua quốc tế là hệ thống Ingo vào năm 1948. USCF đã dùng hệ thống Harkness vào năm 1950. Ngay sau đó, Liên đoàn cờ vua Anh bắt đầu sử dụng hệ thống do Richard W. B. Clarke phát minh. USCF chuyển sang hệ thống Elo vào năm 1960, được FIDE thông qua vào năm 1970 (Hooper & Whyld 1992:332).

## Hệ thống Ingo
Hệ thống của Liên đoàn cờ Tây Đức được sử dụng từ năm 1948 đến năm 1992, do Anton Hoesslinger phát minh và xuất bản năm 1948. Nó được thay thế bằng hệ thống Elo, Deutsche Wertungszahl. Nó ảnh hưởng đến một số hệ thống khác.
Người chơi mới nhận được điểm khởi đầu cao, cố định. Xếp hạng mới của người chơi tập trung vào xếp hạng trung bình của những người tham gia giải đấu của họ: sau đó nếu đạt được kết quả tốt hơn so với 50%, trừ đi số điểm phần trăm, thì tỷ lệ thắng trên 50% (ví dụ: 12–4 hoặc 24–8 thắng - tỉ lệ là 75% kết quả giải đấu) - nếu đạt kết quả tệ hơn mức này thì con số, một lần nữa tính theo phần trăm cộng vào điểm trung bình của những người tham gia giải đấu; do đó trong mọi trường hợp sẽ hiệu chỉnh lại toàn bộ người chơi sau mỗi giải đấu. Hệ quả là tối đa 50 điểm đạt được hoặc giảm đi mỗi giải đấu (cụ thể là của một người tham gia luôn thắng hoặc luôn thua) so với điểm trung bình của giải đấu. Không giống như các hệ thống cờ vua hiện đại, được sử dụng trên toàn quốc khác, hệ số càng thấp thì người chơi đó càng mạnh.

## Hệ thống Harkness
Hệ thống này đã được nhà tổ chức giải đấu Kenneth Harkness phát minh trên tạp chí Chess Review. Nó được USCF sử dụng từ năm 1950 đến năm 1960 và các giải đấu khác.
Khi người chơi thi đấu trong một giải đấu, xếp hạng trung bình của cuộc thi của họ sẽ được tính. Nếu một người chơi có tỉ lệ 50%, họ sẽ nhận được hệ số trung bình đối thủ làm xếp hạng hiệu suất của họ. Nếu họ đạt hơn 50%, xếp hạng mới của họ là hệ số trung bình cạnh đối thủ với 10 điểm trên mỗi điểm phần trăm vượt quá 50. Nếu họ đạt điểm thấp hơn, xếp hạng mới của họ là hệ số trung bình đối thủ trừ đi 10 điểm cho mỗi điểm phần trăm.(Harkness 1967:185–88)

## Hệ thống Liên đoàn cờ vua Anh
Hệ thống ECF được Liên đoàn Cờ vua Anh sử dụng cho đến năm 2020. Nó được phát minh vào năm 1958 bởi Richard W. B. Clarke. Điểm không bao giờ có hiệu lực ngay lập tức đối với mọi trò chơi thắng, thua hoặc hòa, trong một cuộc thi đã đăng ký (bao gồm đại hội tiếng Anh, các giải đấu địa phương cũng như các sự kiện đội đã đăng ký, được phê duyệt) nhưng được tính trung bình thành điểm cá nhân (ECF Grade) qua một chu kỳ ít nhất 30 ván.
Điểm đóng góp của một kỳ thủ cho điểm trung bình như vậy được coi là điểm của đối thủ của họ (nhưng khoảng cách được coi là 40 điểm, nếu lớn hơn khoảng cách như vậy). Tuy nhiên, điều này được điều chỉnh bằng cách cộng 50 điểm cho một trận thắng, trừ 50 điểm cho một trận thua và không điều chỉnh cho một trận hòa. Vì vậy điểm cá nhân 50 xuất hiện nhiều ở các giải đấu nghiệp dư và những người kinh nghiệm đạt điểm 100. Mức tăng tối đa trong một chu kỳ duy nhất là 90 điểm, nghĩa là sẽ đánh bại các đối thủ được đánh giá cao hơn nhiều ở mỗi trận đấu.
Để chuyển đổi giữa các cấp ECF và Elo, Hệ số ELO = (ECF * 750) + 700 đôi khi được sử dụng.

## Hệ số ELO
Hệ thống Elo được phát minh bởi Arpad Elo và là hệ thống phổ biến nhất. Nó được sử dụng bởi FIDE, các tổ chức khác và một số trang web Cờ vua như Câu lạc bộ Cờ vua Internet và chess24.com. Elo đã từng tuyên bố rằng quá trình xếp hạng người chơi trong mọi trường hợp là khá gần đúng; ông so sánh nó với "phép đo vị trí của một nút chai nhấp nhô lên xuống trên mặt nước giao động với một cây gậy buộc vào một sợi dây và đang đung đưa trong gió". Bất kỳ nỗ lực nào để hợp nhất tất cả các khía cạnh của người chơi thành một con số duy nhất chắc chắn sẽ có một số bỏ sót.
FIDE chia tất cả các giải đấu bình thường của mình thành các hạng mục theo xếp hạng trung bình hẹp hơn của các kỳ thủ. Mỗi danh mục có 25 điểm xếp hạng. Hạng 1 dành cho xếp hạng trung bình từ 2251 đến 2275, hạng 2 là 2276 đến 2300, v.v. Các giải đấu dành cho nữ hiện thấp hơn 200 điểm, bao gồm cả Hạng 1 của nó.

### Thang điểm ELO, 1978[5]
| Hệ số     | Phân loại                                                          |
| --------- | ------------------------------------------------------------------ |
| 2700+     | Thường được gọi là "siêu đại kiện tướng"                           |
| 2500–2700 | Phần lớn các Đại kiện tướng (GM)                                   |
| 2400–2500 | Phần lớn các Kiện tướng thế giới (IM) và một số các đại kiện tướng |
| 2300–2400 | Phần lớn các Kiện tướng (FM) và một số kiện tướng thế giới(IM)     |
| 2200–2300 | Ứng viên Kiện tướng(CM), một số kiện tướng(FM)                     |
| 2000–2200 | Ứng viên Kiện tướng(CM)                                            |
| 1800–2000 | Hạng A, Loại 1                                                     |
| 1600–1800 | Hạng B, Loại 2                                                     |
| 1400–1600 | Hạng C, Loại 3                                                     |
| 1200–1400 | Hạng D, Loại 4                                                     |
| Dưới 1200 | người ít chơi                                                      |

### Thang điểm USCF
USCF sử dụng hệ thống USCF, một sửa đổi của hệ thống Elo, trong đó hệ số K thay đổi và nó mang lại điểm thưởng cho thành tích vượt trội trong một giải đấu. Xếp hạng USCF thường cao hơn 50 đến 100 điểm so với tương đương FIDE.
| Phân loại           | Hệ số        |
| ------------------- | ------------ |
| Kiện tướng cao cấp  | 2400 trở lên |
| Kiện tướng quốc gia | 2200–2399    |
| Thông thạo          | 2000–2199    |
| Hạng A              | 1800–1999    |
| Hạng B              | 1600–1799    |
| Hạng C              | 1400–1599    |
| Hạng D              | 1200–1399    |
| Hạng E              | 1000–1199    |
| Hạng F              | 800–999      |
| Hạng G              | 600–799      |
| Hạng H              | 400–599      |
| Hạng I              | 200–399      |
| Hạng J              | 100–199      |

### Ví dụ
Elo đưa ra một ví dụ về hệ số của Lajos Portisch có hệ số 2635 trước giải đấu, ông đạt 10½ điểm trong tổng số 16 điểm có thể xảy ra (vì chơi với 16 người chơi). Đầu tiên, sự khác biệt về hệ số được ghi lại cho từng người chơi khác mà ông đấu. Sau đó, điểm số dự kiến, so với mỗi điểm, được xác định từ một bảng, công bố điều này cho mọi dải chênh lệch xếp hạng. Ví dụ, một đối thủ là Vlastimil Hort, có hệ số là 2600. Khoảng cách về hệ số là 35 đã mang lại cho Portisch số điểm dự kiến là "0,55". Đây là một số điểm không thể xảy ra vì không phải 0, 1⁄2 hay 1 nhưng vì nó cao hơn 0,5, ngay cả một trận hòa cũng sẽ ảnh hưởng rất nhẹ đến đánh giá của Portisch; ngược lại, một trận hòa sẽ cải thiện rất ít hệ số của Hort.
Hệ số kỳ vọng của Portisch được tổng hợp cho mỗi trận đấu của anh ấy, cho tổng hệ số là 9,66. Sau đó, công thức là:
Hệ số mới = Hệ số cũ + (K × (W−We))
K là 10; W là tỷ số trận đấu; We là hệ số mong đợi.
Hệ số mới của Portisch (Elo 1978:37) là 2635 + 10×(10.5−9.66) = 2643.4.

## Hệ thống Glicko
Hệ thống Glicko là một hệ thống hiện đại hơn, được Mark Glickman phát minh ra như một sự cải tiến của hệ thống Elo. Nó được sử dụng bởi Chess.com, Free Internet Chess Server và các máy chủ cờ vua trực tuyến khác. Hệ thống Glicko-2 là sự cải tiến của hệ thống Glicko ban đầu và được sử dụng bởi Lichess, Liên đoàn cờ vua Úc và các trang web trực tuyến khác.

## Hệ thống UKD
TSF (Liên đoàn cờ vua Thổ Nhĩ Kỳ) sử dụng hệ thống Ukd.

## Deutsche Wertungszahl
Hệ thống Deutsche Wertungszahl thay thế hệ thống Ingo ở Đức.

## Chessmetrics
Hệ thống Chessmetrics được phát minh bởi Jeff Sonas. Nó dựa trên phân tích máy tính của một cơ sở dữ liệu lớn về trò chơi và chính xác hơn hệ thống Elo.

## Hệ thống xếp hạng chung
Hệ thống xếp hạng chung được phát triển bởi Mark Glickman, Jeff Sonas, J. Isaac Miller và Maxime Rischard, với sự hỗ trợ của Grand Chess Tour, Kasparov Chess Foundation, và Chess Club and Scholastic Centre of Saint Louis.

## Hệ thống sử dụng máy tính
Nhiều hệ thống xếp hạng đưa ra xếp hạng cho người chơi tại một thời điểm nhất định, nhưng không thể so sánh những người chơi từ các thời đại khác nhau. Năm 2006, Matej Guid và Ivan Bratko đã đi tiên phong trong một cách đánh giá người chơi mới, bằng cách so sánh các nước đi của họ với các nước đi được khuyến nghị của một máy tính. Các tác giả đã sử dụng chương trình Crafty và cho rằng ngay cả một chương trình có thứ hạng thấp hơn (Elo khoảng 2700) cũng có thể xác định được những người chơi giỏi. Trong nghiên cứu tiếp theo, họ đã sử dụng Rybka 3 để ước tính xếp hạng người chơi cờ vua.
Vào năm 2017, Jean-Marc Alliot đã so sánh những người chơi sử dụng Stockfish 6 với xếp hạng ELO khoảng 3300, cao hơn nhiều so với những người chơi hàng đầu.